# Observatorij
Observatórij je opazovalnica teles in pojavov v Vesolju. Po navadi pod samo besedo mislimo na astronomski observatorij, v širšem smislu pa so observatoriji opazovalnice in raziskovalne ustanove naravnih pojavov. Opremljen je s posebno zmogljivimi daljnogledi. Observatorij za opazovanje in fotografiranje zvezd in zvezdnatega neba je po navadi zgrajen na osamljenih gorah ali hribih, kjer ga ne motijo mestne luči. Prekrit je z vrtljivo kupolo, ki ima primeren razporek za premikanje daljnogledov v zaželeno lego. Za sprejemanje različnih drugih signalov iz Vesolja imajo observatoriji orjaške vrtljive kovinske antene, ki imajo obliko rahlo vbokle mrežaste sklede, radijske daljnoglede.